# بوک (ناحیه پرروف)
بوک (به چکی: Buk) یک منطقهٔ مسکونی در جمهوری چک است که در ناحیه پرروف واقع شده‌است. بوک ۳٫۷۸ کیلومتر مربع مساحت و ۳۴۶ نفر جمعیت دارد و ۲۵۰ متر بالاتر از سطح دریا واقع شده‌است.